# Viola Reggio Calabria 1975-1976
Questa voce raccoglie le informazioni riguardanti la Cestistica Piero Viola nelle competizioni ufficiali della stagione 1975-1976.

## Roster
Rosa della Viola Reggio Calabria per la stagione 1975-1976 che ha disputato il campionato di Serie B (terzo livello dei campionati dell'epoca, dopo Serie A1 e A2).
| Nome                 | Nazionalità       |
| -------------------- | ----------------- |
| Salvatore Errigo     | Italia (bandiera) |
| Luigi Rossi          | Italia (bandiera) |
| Antonio Nicosia      | Italia (bandiera) |
| Filippo Borzì        | Italia (bandiera) |
| Loris Paiusco        | Italia (bandiera) |
| Vincenzo Putortì     | Italia (bandiera) |
| Sergio Sant'Ambrogio | Italia (bandiera) |
| Ivan Mazzagatti      | Italia (bandiera) |
| Claudio Aspidi       | Italia (bandiera) |
| Nicola Saccà         | Italia (bandiera) |
| All: Carmelo Fotia   | Italia (bandiera) |

## Risultati

### Serie B
La Cestistica Piero Viola verrà inserita nel girone F concludendo la Prima Fase al 1ºposto del suo raggruppamento ottenendo 9 vittorie e 1 sconfitte e una differenza canestri di +115 qualificandosi alla Seconda Fase del campionato venendo inserita nel Grone D chiudendo al 2ºposto e qualificandosi alla Poule Promozione in Serie A2 con 8 vittorie e 2 sconfitte ed una differenza punti di +94.

### Poule A2
Alla conclusione della Seconda Fase la Viola accede ai gironi per la promozione nella Serie A2 venendo inserita nel girone C concludendo la fase al 6ºposto conservando la categoria per la stagione successiva ottenendo in questa fase 2 vittorie e 8 sconfitte con una differenza punti di -107